# Quá trình làm phim

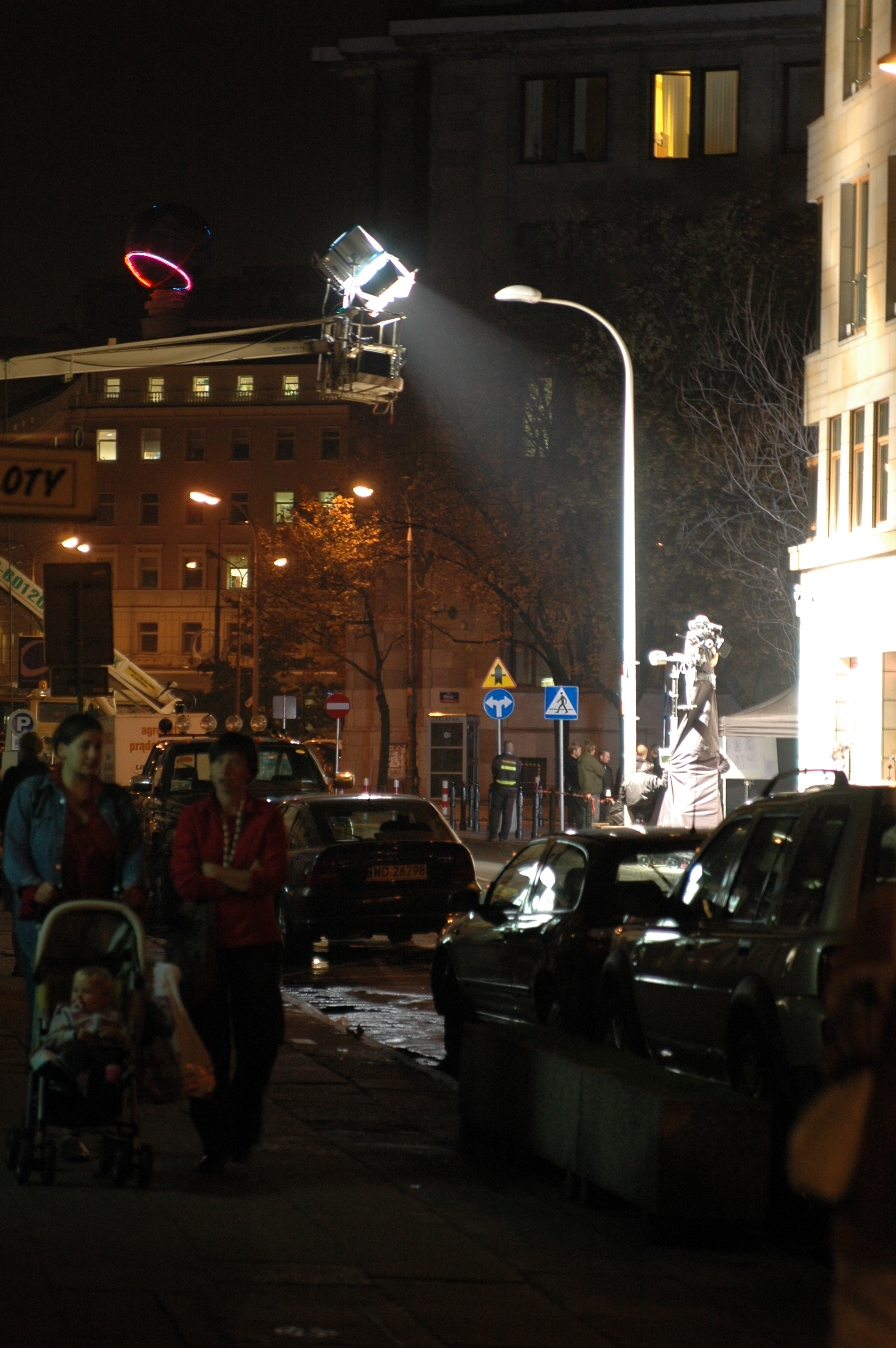
Một phim đang được quay tại Phố Bracka ở Warszawa

Quá trình làm phim là tổng hợp các công đoạn để tạo nên một bộ phim, từ giai đoạn xây dựng ý tưởng, cốt truyện cho đến giai đoạn thực hiện ý tưởng và cuối cùng là quá trình phân phối phim đến khán giả. Quá trình làm một bộ phim thường kéo dài khoảng vài tháng đến vài năm tùy thuộc độ dài, mức độ phức tạp của ý tưởng cho tác phẩm và có sự tham gia của một đội ngũ đông đảo các nghệ sĩ, kĩ thuật viên và những người liên quan.

## Các công đoạn chính
Một bộ phim thường được hình thành qua 5 công đoạn chính: Phát triển kịch bản; Tiền sản xuất; Sản xuất; Hậu kỳ; Phân phối.

### Phát triển kịch bản
Đây là giai đoạn biến những ý tưởng ban đầu thành một kịch bản có thể thực hiện được. Các nhà sản xuất phim sẽ tìm kiếm các cốt truyện thích hợp từ tiểu thuyết, những vở kịch, các bộ phim khác hoặc đơn giản là những ý tưởng gốc có tính khả thi cao. Những ý tưởng này sẽ được phát triển thành một bản tóm tắt (synopsis) để chuẩn bị cho việc viết kịch bản gốc chứa các chi tiết chính của phim, nhịp điệu, định hình các nhân vật, một phần thoại và các chỉ dẫn cần thiết cho đạo diễn. Kịch bản này thường có chứa những phác họa để đạo diễn có thể hình dung được bối cảnh của những đoạn phim quan trọng.
Trong vài tháng tiếp theo, kịch bản phim được xây dựng hoàn chỉnh, rõ ràng về cấu trúc của truyện phim, tính cách hành động của các nhân vật, toàn bộ các đoạn thoại và phong cách chung của toàn bộ phim. Các nhà sản xuất và phân phối phim cũng sẽ kiểm soát quá trình này để xác định rõ thể loại phim, đối tượng khán giả mà phim hướng tới cũng như đảm bảo thành công về doanh thu cho bộ phim bằng cách tránh lặp lại những ý tưởng đã có hoặc sai lầm trong các bộ phim trước đó. Vì lý do này nên quá trình viết kịch bản tốn khá nhiều thời gian và đôi khi phải viết đi viết lại để phù hợp phong cách của các đạo diễn.

### Tiền kỳ
Trong quá trình này, các yếu tố cần thiết để hiện thực hóa kịch bản được lên kế hoạch và xây dựng. Sau khi kịch bản hoàn thành, hãng sản xuất sẽ đưa ra một ngân quỹ nhất định cho nhà sản xuất để xây dựng đội ngũ làm phim và biến kịch bản thành một bộ phim hoàn chỉnh. Ngân quỹ và đội ngũ làm phim tùy thuộc vào độ phức tạp của kịch bản và kỳ vọng thương mại của hãng sản xuất, với các bộ phim bom tấn của Hollywood, khoản ngân sách này có thể lên tới hàng trăm triệu USD với đội ngũ làm phim hàng nghìn người, còn với những tác phẩm của những nhà sản xuất độc lập, đội ngũ này có thể co gọn chỉ khoảng 10 người.
Các vị trí chính trong đội ngũ làm phim giai đoạn tiền kỳ là:
- Đạo diễn: Người chịu trách nhiệm về diễn xuất và các yếu tố sáng tạo khác của bộ phim.
- Trợ lý đạo diễn: Phụ giúp đạo diễn trong việc quản lý lịch quay, tính hợp lý của quá trình sản xuất và các nhiệm vụ khác.
- Phụ trách casting: Tìm kiếm các diễn viên thích hợp với các nhân vật trong phim. Việc lựa chọn thường diễn ra với các buổi diễn thử và việc casting được đặc biệt chú trọng với các vai chính ảnh hưởng tới toàn bộ phim. Các vai chính đôi khi được lựa chọn dựa vào mức độ nổi tiếng của các ngôi sao điện ảnh, ngôi sao điện ảnh càng nổi tiếng thì bộ phim càng có khả năng thu hút khán giả. Vì thế hiện nay đôi khi quyền lực của các siêu sao như Tom Cruise, Tom Hanks lớn tới mức chính họ cũng có quyền lựa chọn các diễn viên thích hợp với mình hoặc đôi khi là thay đổi kịch bản cho phù hợp cách diễn của mình.
- Phụ trách trường quay: Tìm kiếm và quản lý các địa điểm thực hiện các cảnh quay. Phần lớn các nội cảnh được thực hiện trong các xưởng quay nhưng với các ngoại cảnh, phụ trách trường quay phải có trách nhiệm lựa chọn địa điểm quay thích hợp và chuẩn bị để việc quay phim diễn ra thuận lợi nhất.
- Phụ trách sản xuất: Quản lý ngân quỹ của đoàn làm phim và lịch sản xuất.
- Phụ trách quay phim: Nghệ sĩ đảm nhiệm việc quay các cảnh phim. Thường có một người quay chính và một hoặc hai phụ tá. Phụ trách quay phim phải phối hợp chặt chẽ với phụ trách âm thanh dưới sự chỉ đạo chung của đạo diễn để các cảnh phim diễn ra đồng bộ về hình và tiếng theo đúng ý tưởng kịch bản.
- Phụ trách nghệ thuật: Quản lý các mặt nghệ thuật đặc thù của phim như trang phục, hóa trang, kiểu tóc. Phụ trách nghệ thuật cũng phải hợp tác với phụ trách thiết kế, người chịu trách nhiệm xây dựng bối cảnh cho các cảnh quay.
- Thiết kế âm thanh: Phụ trách xây dựng các âm thanh ngoài những phần thu trực tiếp từ trường quay và kết hợp hai loại âm thanh này cho phù hợp với các cảnh quay đã thực hiện.
- Nhà soạn nhạc: Soạn nhạc nền và các bài hát chủ đề cho phim.
- Biên đạo: Thiết kế và phối hợp các đoạn múa cho phim, vị trí này đặc biệt quan trọng trong các phim ca nhạc. Một số phim thì vị trí biên đạo lại được giao cho các chỉ đạo võ thuật, những người phụ trách xây dựng các trường đoạn chiến đấu cho phim.

### Sản xuất
Đây là quá trình trực tiếp quay và tạo ra các cảnh phim. Đội ngũ làm phim sẽ có thêm các vị trí mới như giám sát kịch bản, biên tập viên hình ảnh và âm thanh.
Trong sản xuất phim rất cần 1 công cụ, đó là máy quay phim.
Một buổi quay thông thường sẽ được bắt đầu theo lịch quay do trợ lý đạo diễn sắp xếp. Bối cảnh phim sẽ được chuẩn bị theo kịch bản, sắp đặt ánh sáng và bộ phận thu tiếng trực tiếp cũng phải sẵn sàng cho việc bấm máy. Trong khi đó các diễn viên sẽ được hóa trang, trang điểm và kiểm tra lại phần thoại của mỗi người. Trước khi quay, họ sẽ nhẩm lại một lần nữa với đạo diễn và được đạo diễn phác thảo qua cách diễn trong cảnh quay đó.
Cảnh quay được bắt đầu khi đạo diễn hô "diễn" và bảng clapperboard dập xuống báo hiệu, trên bảng clapperboard có ghi số hiệu cảnh phim, số lần thực hiện cảnh đó, ngày tháng, tên phim và đạo diễn. Bảng này có vai trò quan trọng trong việc xác định sự đồng bộ của hình ảnh và âm thanh, đặc biệt là các âm thanh tạo thêm bên ngoài. Cảnh quay kết thúc khi đạo diễn hô "cắt". Đạo diễn sẽ là người quyết định cảnh đó có phải quay lại hay không, thường thì một cảnh quay phải thực hiện nhiều lần để đạo diễn có thể lựa chọn được cảnh tốt nhất.
Nếu phim được quay bằng phim ảnh thông thường, thì các đoạn phim âm bản sẽ được gửi về phòng in tráng để sau đó các đoạn phim dương bản được gửi lại cho đạo diễn để kiểm tra chất lượng quay. Trong thời gian gần đây, với các bộ phim sử dụng kỹ thuật số thì đạo diễn có thể xem trực tiếp ngay trên máy tính mà không mất thời gian tráng rửa phim.

### Hậu kỳ
Sau khi công đoạn quay hoàn tất, các cảnh quay sẽ được dựng, sắp xếp thành một bộ phim hoàn chỉnh bởi những người dựng phim. Đầu tiên các kỹ thuật viên này sẽ lựa chọn các cảnh quay tốt nhất, sau đó cắt và chỉnh sửa sao cho chúng có thể tiếp nối nhau một cách trơn tru để tạo thành bộ phim. Việc chỉnh sửa được thực hiện cực kì tỉ mỉ, đôi khi tới từng khuôn hình hoặc từng giây vì nó quyết định chất lượng của bộ phim. Bộ phim sẽ được chiếu thử cho đạo diễn và nhà sản xuất kiểm tra, nó được coi là hoàn chỉnh chỉ khi những người này thực sự hài lòng.
Các biên tập viên âm thanh là những người chịu trách nhiệm giai đoạn tiếp theo của quá trình hậu kỳ. Âm thanh, bao gồm âm thanh thu ngoài trường quay, các hiệu ứng âm thanh, âm thanh nền, nhạc phim, thoại sẽ được lồng sao cho khớp với phần hình ảnh.

### Phát hành
Đây là công đoạn cuối cùng của quá trình làm phim. Các bộ phim sẽ được phát hành dưới dạng các cuộn phim cho rạp chiếu, sau đó sẽ là DVD, VCD hoặc trước đây là băng từ VHS. Để quảng bá, các đoạn phim quảng cáo được tung ra trước khi phim hoàn thành nhiều tháng, chúng được chiếu vào đầu các bộ phim ở rạp hoặc hiện nay được đưa lên Internet thông qua các trang web chính thức của phim hoặc các trang chia sẻ phim như Youtube. Gần đến ngày chiếu ra mắt, phim sẽ được quảng cáo trên truyền hình, báo, tạp chí, trên các áp phích phim và các phương tiện thông tin đại chúng khác.
Phim sẽ được chiếu ra mắt trong các buổi lễ trang trọng, hoặc trong các liên hoan phim. Hiện nay các bộ phim thường được phát hành không chỉ giới hạn trong một quốc gia mà thường được nhà sản xuất hợp tác với các nhà phân phối để phát hành quốc tế. Khi đó phim sẽ được lồng tiếng hoặc thêm phụ đề tùy thuộc yêu cầu của nhà phân phối.

## Quá trình làm phim độc lập
Hiện nay với sự phát triển của các thiết bị điện tử ghi hình ảnh và âm thanh, việc làm các bộ phim không còn chỉ giới hạn trong các hãng phim mà còn có thể được thực hiện bởi nhà điện ảnh hoặc thậm chí là những người làm phim nghiệp dư, các bộ phim như vậy được gọi là các bộ phim độc lập. Vì nằm ngoài luồng của các hãng sản xuất, các bộ phim độc lập thường phải tìm cơ hội phát hành ở các liên hoan phim hoặc hội chợ phim. Hiện nay một cách khác để truyền bá các bộ phim này là bằng các trang chia sẻ phim trên Internet.